# Кук, Билл
Уильям Оссер Ксавье Кук (англ. William Osser Xavier Cook; 8 октября 1895, Брантфорд — 5 мая 1986, Кингстон)  — канадский хоккеист и тренер; в качестве игрока двукратный обладатель Кубка Стэнли в составе «Нью-Йорк Рейнджерс» (1928, 1933). Старший брат хоккеиста Фреда Кука.

## Биография

### Военная служба
Во время Первой мировой войны вступил в Канадские Экспедиционные силы и в течение двух лет служил в Королевском полку канадской артиллерии. Вернувшись к должности наводчика в июле 1916 года, он был отправлен на фронт. где участвовал в второй битве при Ипре, битве на Сомме, битве при Вими и в битве за холм 70.
По окончании войны был отправлен в Архангельск, где был участником иностранной военной интервенции в Россию. В России Кук служил 8 месяцев, в апреле 1919 года ему была присвоена Воинская медаль за проявленную храбрость на поле боя.
В июле 1919 года вернулся на родину и вскоре был демобилизован из армии.

### Игровая карьера
В течение двух сезонов играл за команду «Су-Сент Мари Грейхаундс», где проявил себя как бомбардир, заработав по итогам сезона 1921/22 28 очков. Затем в течение трёх сезонов он играл за «Саскатун Крессентс», где улучшал свои бомбардирские навыки, заработав по итогам сезона 1923/24 40 очков. Отыграв ещё сезон в «Саскатуне Шейкс» он заработал 44 очка, что сделало его одним из лучших бомбардиров среди нападающих лиги WHL.
В 1926 году был выкуплен клубом-дебютантом НХЛ «Нью-Йорк Рейнджерс», где по итогам первого сезона заработал 37 очков, став лучшим бомбардиром лиги по итогам сезона. В следующем сезоне «Рейнджерс» выиграл первый в истории клуба Кубок Стэнли, а Кук в том сезоне был одним из лидеров команды в атакующих действиях. В последующие годы Кук стал ещё более результативен, по итогам сезона 1929/30 он заработал 59 очков, став вторым бомбардиром «Рейнджерс» и четвёртым среди лучших бомбардиров лиги и входил три раза подряд в Первую команду звёзд по итогам сезона.
В 1933 году в составе «Рейнджерс» завоевал второй Кубок Стэнли, по итогам того сезона он заработал 50 очков, возглавив лигу как лучший бомбардир. Последующие четыре сезона за «Рейнджерс» он играл уже менее результативно. Кук завершил карьеру по окончании сезона 1936/37 в возрасте 41 года.

### Тренерская карьера
Работал главным тренером команд «Кливленд Баронз» (1937—1943), «Миннеаполис Миллерс» (1947—1950), «Денвер Фэлконс» (1950—1951) и «Саскатун Квакерс» (1951).
С 1951 по 1953 годы работал главным тренером «Нью-Йорк Рейнджерс».

### Признание
В 1952 году стал членом Зала хоккейной славы.
В 1975 году вошёл в Зал спортивной славы Канады.
Вошёл в список 100 лучших игроков НХЛ по версии журнала The Hockey News, заняв итоговое 44-е место.

### Смерть
Скончался 5 мая 1986 года в Кингстоне от рака в возрасте 90 лет.